# Sinai Dorsa
I Sinai Dorsa sono una struttura geologica della superficie di Marte.